# Los bailes y el teatro de los negros en el folclor de Cuba
"Los bailes y el teatro de los negros en el folklore de Cuba" es un libro del etnólogo, jurista, antropólogo, musicólogo y escritor cubano Fernando Ortiz que aborda la fuerte influencia en la cultura cubana de los bailes, la música y la pantomima de los africanos traídos por la fuerza durante la trata de esclavos en la época colonial.

## Sinopsis
En la propia introducción del libro Fernando Ortiz admite que considera la obra como una continuación del libro "La africanía de la música folklórica de Cuba". Se encuentra dividido en cuatro capítulos: 
I.  La socialidad de la música africana
Se argumenta la sociabilidad de la música y en especial la de los pueblos del África sobre todo aquellos provenientes del Golfo de Guinea, y es un profundo estudio de cómo la idea del individuo africano es poco concebida, siendo superior la de comunidad y grupo, en donde el uso de la música tiene una función alentadora, mística y organizativa de los hombres y mujeres que la conforman. Ejemplo de ello es el gran uso de coros que responden siempre a un oficiante.
II. Los bailes de los negros
Se profundiza en la gran influencia del hombre africano en los bailes del resto del mundo, en especial del mundo occidental. El exceso de sus movimientos. La estrecha unidad existente entre los bailes y la música, y su carácter religioso y solemne en muchas ocasiones de las culturas africanas como la Arará y Yoruba.
III.La pantomima entre los negros
En este capítulo se abordan temas históricos como las fiestas del "Día de Reyes" en La Habana, tiempo en que las autoridades españolas de la época permitían que los negros esclavos y libertos realizaran caravanas y fiestas religiosas, donde los provenientes del país Calabar exhibían sus atuendos de los conocidos diablitos (Iremes) de las Sociedades Secretas Abacuá en Cuba, siendo un evento cultural que propició el sincretismo tanto cultural como religioso de la Isla. También se describen las danzas religiosas locumí y arará, así como el canto y baile en orden de prelación, llamado Oru del Eyá Aránla, dedicado a cada santo u orisha y original en cada uno de ellos, identificándose por los movimientos de quien llega al paroxismo y semiinconsciencia, que popularmente se le nombra montarse el santo, cuál es el orisha que se manifiesta dentro de la persona "montada". Otro tema que aborda el capítulo es el olvidado "Baile del Maní", un juego violento muy popular en el siglo XIX e inicio del XX en Cuba sobre todo en el occidente y centro de la Isla, que muchas veces terminaba con serias lesiones de quienes lo practicaban e incluso en la muerte.
IV. El teatro de los negros
En el último capítulo del libro, se realiza un profundo análisis del teatro de los negros, muy ligado  a los bailes y a la música, donde en ciertas culturas africanas posee el objeto de contar historias y en ocasiones de predecir o influir en el futuro. Por su parte en la cultura y el teatro cubano ha sido muy común la presencia del negro como personaje pintoresco, en especial del Teatro bufo.